# Heinz Hilpert
Heinz Hilpert (Berlim, 1 de março de 1890 — Gotinga, 25 de novembro de 1967) foi um ator alemão, roteirista e diretor de cinema.

## Filmografia selecionada
Ator
- Prinz Louis Ferdinand (1927)
- His Royal Highness (1953)
- Die goldene Pest (1954)
- Die Barrings (1955)
- Drei Mädels vom Rhein (1955)

Diretor
- Three Days of Love (1931)
- Liebe, Tod und Teufel (1934)
- Lady Windermere's Fan (1935)